# مهوش ثابت
مهوش شهریاری ثابت (زاده ۱۵ بهمن ۱۳۳۱ در اردستان) شناخته شده با نام مهوش ثابت شاعر و مدرس پیشین ایرانی است. او یکی از یاران ایران بود.

## زندگینامه
مهوش شهریاری در اردستان به دنیا آمد. هنگامی که او در کلاس پنجم بود، خانواده‌اش به تهران نقل مکان کردند. شهریاری با مدرک لیسانس روانشناسی از دانشگاه فارغ التحصیل شد.
شهریاری در ۳۱ اردیبهشت ۱۳۵۲ با همسرش سیاوش ثابت ازدواج کرد. این زوج یک پسر و یک دختر دارند.
ثابت ابتدا به عنوان معلم کار کرد، سپس بعداً به عنوان مدیر در چندین مدرسه و  کمیته ملی سوادآموزی ایران فعالیت کرد. پس از انقلاب ایران، او به دلیل اعتقادی که داشت، از کار در آموزش عمومی محروم شد.

## فعالیت مذهبی
ثابت مدیر مؤسسه آموزش عالی بهائیان بود و به مدت ۱۵ سال در آنجا کار کرد.
در سال ۱۳۸۶ از او خواسته شد که رهبر جامعه بهائیان ایران شود. او و شش رهبر دیگر با توجه به غیبت رهبری منتخب رسمی بهائیان به نیازهای معنوی و اجتماعی جامعه بهائی ایران توجه داشتند.

## نویسندگی
ثابت در زمان زندان، اشعاری درباره تجربیات خود بر روی تکه‌های کاغذ و دستمال‌های کاغذی می‌نوشت که پس از آن در هنگام ملاقات به اعضای خانواده‌اش می‌داد. او در ابتدا برای خانواده‌اش شعر می سرود، اما با گذشت زمان ثابت شروع به استفاده از شعر به عنوان راهی برای بیان و پردازش احساسات خود کرد و آن را به وسیله ای برای بقا تبدیل کرد.
در سال ۱۳۹۰، برخی از اشعار او با بهیه نخجوانی، یکی از بستگان‌اش  در بریتانیا که برخی از اشعار او را به انگلیسی ترجمه کرد، در میان گذاشته شد. در سال ۱۳۹۲، ۷۰ شعر ثابت با عنوان شعرهای زندان گردآوری و به صورت کتاب منتشر شد.
انجمن جهانی قلم ثابت را در سال ۱۳۹۶ به عنوان "نویسنده بین المللی شجاعت" به رسمیت شناخت و او عضویت افتخاری در سازمان های انجمن قلم اتریش و دانمارک را نیز دریافت کرد.

## دستگیری و زندان
ثابت اولین بار سال ۱۳۸۵ در روز عروسی دخترش و پس از بازجویی آزاد شد.
او در ۲۵ اردیبهشت ۱۳۸۷ در منزلش به عنوان اولین نفر از ۷ بهائی بود که دستگیر شد. وی در زندان رجایی‌شهر و سپس در زندان قرچک ورامین نگهداری می‌شد. او در بهمن ۱۳۸۷ به جاسوسی برای اسرائیل، تبلیغ علیه جمهوری اسلامی، توهین به مقدسات و ایجاد یک سازمان غیرقانونی متهم شد. در خرداد ۱۳۸۹، او و بقیه ۷ بهائی محاکمه، مجرم شناخته شدند و به ۲۰ سال زندان محکوم شدند. وکیل این گروه شیرین عبادی  بود که در جریان محاکمه او گفت: «هیچ مدرکی برای جنایاتی که به آنها متهم شده‌اند وجود ندارد.»
ثابت در طول مدت محکومیت خود در زندان اوین نگهداری می‌شد. زمانی که در اوین بود، به سل و پوکی استخوان مبتلا شد، که به دلیل آن در مهر ۱۳۹۵ مرخصی پنج روزه برای ادامه درمان دریافت کرد. در سال ۱۳۹۰، او در مجموعه تمبرهای پست هلندی گنجانده شد که قربانیان نقض حقوق بشر در ایران را به رسمیت می شناسند.
در سال ۱۳۹۵، یاران ایران مطلع شدند که با توجه به اصلاح قانون جزایی در سال ۱۳۹۲، مجازات آنها به ده سال کاهش یافته است.
او در ۲۷ شهریور ۱۳۹۶، یک روز زودتر از زمان مقرر آزاد شد. ثابت مجبور شد تلفن غریبه‌ای را قرض بگیرد تا با خانواده‌اش تماس بگیرد و به آنها اطلاع دهد که آزاد شده‌است.
ثابت دوباره در ۹ تیر ۱۴۰۱ دستگیر شد. در آن زمان، او در خانه یکی از دوستانش در شمال ایران و در حال نقاهت از کووید ۱۹ بود. در بیانیه‌ای که پس از دستگیری وی منتشر شد، وی و سایر بازداشت‌شدگان به شرکت در گروه‌هایی برای اقدام علیه امنیت ملی از طریق آموزش و تبلیغ بهائیت به کودکان در مهدکودک‌ها و تحریک علیه شریعت اسلامی از طریق برگزاری دوره‌های مربیگری متهم شدند. او به گفته دخترش در بازجویی ها مورد ضرب و شتم قرار گرفت و به مدت ۴۲ روز در سلول انفرادی نگهداری شد. سپس به بند ۲۰۹ اوین و پنج ماه بعد به بند سیاسی- عقیدتی زنان زندان اوین منتقل شد. او در ۳۰ آبان ۱۴۰۲ پس از یک محاکمه یک ساعته مشترک با فریبا کمال آبادی، یکی دیگر از یاران ایران، به ده سال زندان دیگر در زندان اوین محکوم شد.

## خانواده
دختر ثابت در سال ۱۳۹۶ به استرالیا نقل مکان کرد.